# 1928
Il 1928 (MCMXXVIII in numeri romani) è un anno bisestile del XX secolo.

## Eventi
- A Firenze viene pubblicata la prima edizione del Calendario storico dell'Arma dei Carabinieri.
- A Pinerolo viene unito il comune di Abbadia Alpina.
- A Busto Arsizio vengono definitivamente uniti i comuni di Sacconago e Borsano.
- A Treviolo viene unito, definitivamente, il comune di Albegno, dopo la precedente unione del comune di Curnasco.
- 11-19 febbraio – Sankt Moritz, Svizzera: si svolgono i II Giochi olimpici invernali
- La Banca d'Italia viene riorganizzata, al "direttore generale" si affiancherà un Governatore.
- 11 - Durante una imponente celebrazione, Mussolini incenerisce il debito pubblico.
- Federico García Lorca pubblica Romancero gitano.
- USA: Nasce in Minnesota con Ralph Samuelson lo sci nautico.
- 13 gennaio – Francia: inizia la costruzione della linea Maginot
  - Manitoba: a Winnipeg in Canada viene giustiziato Earle Nelson, conosciuto come "il Killer Gorilla" o "lo Strangolatore oscuro".
- 19 gennaio: viene istituito il Comune di Capriate San Gervasio, in seguito all'accorpamento dei comuni di Capriate d'Adda e San Gervasio d'Adda.
- 10 febbraio – Germania/USA: primo collegamento telefonico via etere
- Marzo-aprile: il MIAR (Movimento italiano per l'architettura razionale) organizza a Roma la 1ª mostra di architettura razionale che promuove il Razionalismo italiano.
- il 7 marzo un terremoto rade al suolo Gioia Tauro
- 25 marzo – Roma: prima radiocronaca di una partita calcistica, in occasione della sfida internazionale tra Italia e Ungheria.
- 12 aprile: l'esplosione di un ordigno all'inaugurazione della Fiera Campionaria di Milano, durante la visita del re Vittorio Emanuele III, provoca la morte di venti persone e decine di feriti. La strage rimane senza colpevoli.
- 15 maggio: sotto il nome di Aerial Medical Service, viene attivato il servizio Royal Flying Doctor Service, ancora oggi operativo.
  - Negli Stati Uniti esce nelle sale cinematografiche L'aereo impazzito primo corto di Topolino.
- 25 maggio – Artico: durante il viaggio verso il Polo Nord precipita il dirigibile Italia di Umberto Nobile. Le operazioni di soccorso mobilitano mezza Europa e costano la vita a Roald Amundsen.
- 31 maggio – Roma: l'Istituto Nazionale del Nastro Azzurro è eletto Ente Morale con regio decreto n° 1308.
- 3 luglio – Gran Bretagna: l'inventore scozzese John Logie Baird mostra la prima trasmissione (tecnica) televisiva a colori.
- 12 luglio – Italia: re Vittorio Emanuele III inaugura il Monumento alla Vittoria di Bolzano.
- 31 luglio – Paesi Bassi: Elizabeth Robinson vince i 100 m alle Olimpiadi di Amsterdam. È la prima gara femminile di atletica leggera nella storia delle Olimpiadi.
- 10 agosto – Italia: viene unito il comune di Bressana Bottarone
- 12 agosto – Unione Sovietica: come contromanifestazione rispetto alle Olimpiadi, si svolgono a Mosca le Spartachiadi dell'Internazionale rossa dello sport.
- 5 settembre – Gran Bretagna: il batteriologo Alexander Fleming scopre l'effetto antibiotico della penicillina.
- 28 settembre – Italia: viene istituita la Federazione Italiana Rugby (FIR)
- 2 ottobre: fondazione dell'Opus Dei da parte di San Josemaría Escrivá.
- 6 novembre: grande eruzione dell'Etna. Distrutta completamente Mascali.
- 18 novembre
  - Stati Uniti: Walt Disney crea il personaggio di Mickey Mouse (Topolino).
  - Stati Uniti: al Colony Theatre di New York si proietta il cortometraggio a cartoni animati Steamboat Willie di Walt Disney. È la nascita di Topolino.
- 2 dicembre – Italia: la Provincia di Viterbo è istituita con Legge n. 2735.

## Nati
Ci sono circa 2 340 voci su persone nate nel 1928; vedi la pagina Nati nel 1928 per un elenco descrittivo o la categoria Nati nel 1928 per un indice alfabetico.

## Morti
Ci sono circa 600 voci su persone morte nel 1928; vedi la pagina Morti nel 1928 per un elenco descrittivo o la categoria Morti nel 1928 per un indice alfabetico.

## Calendario
| Calendario 1928 | Calendario 1928 | Calendario 1928 | Calendario 1928 | Calendario 1928 | Calendario 1928 | Calendario 1928 | Calendario 1928 | Calendario 1928 | Calendario 1928 | Calendario 1928 | Calendario 1928 | Calendario 1928 | Calendario 1928 | Calendario 1928 | Calendario 1928 | Calendario 1928 | Calendario 1928 | Calendario 1928 | Calendario 1928 | Calendario 1928 | Calendario 1928 | Calendario 1928 | Calendario 1928 | Calendario 1928 | Calendario 1928 | Calendario 1928 | Calendario 1928 | Calendario 1928 | Calendario 1928 | Calendario 1928 | Calendario 1928 | Calendario 1928 |
| --------------- | --------------- | --------------- | --------------- | --------------- | --------------- | --------------- | --------------- | --------------- | --------------- | --------------- | --------------- | --------------- | --------------- | --------------- | --------------- | --------------- | --------------- | --------------- | --------------- | --------------- | --------------- | --------------- | --------------- | --------------- | --------------- | --------------- | --------------- | --------------- | --------------- | --------------- | --------------- | --------------- |
|                 | 1               | 2               | 3               | 4               | 5               | 6               | 7               | 8               | 9               | 10              | 11              | 12              | 13              | 14              | 15              | 16              | 17              | 18              | 19              | 20              | 21              | 22              | 23              | 24              | 25              | 26              | 27              | 28              | 29              | 30              | 31              |                 |
| Gennaio         | Do              | Lu              | Ma              | Me              | Gi              | Ve              | Sa              | Do              | Lu              | Ma              | Me              | Gi              | Ve              | Sa              | Do              | Lu              | Ma              | Me              | Gi              | Ve              | Sa              | Do              | Lu              | Ma              | Me              | Gi              | Ve              | Sa              | Do              | Lu              | Ma              |                 |
| Febbraio        | Me              | Gi              | Ve              | Sa              | Do              | Lu              | Ma              | Me              | Gi              | Ve              | Sa              | Do              | Lu              | Ma              | Me              | Gi              | Ve              | Sa              | Do              | Lu              | Ma              | Me              | Gi              | Ve              | Sa              | Do              | Lu              | Ma              | Me              |                 |                 |                 |
| Marzo           | Gi              | Ve              | Sa              | Do              | Lu              | Ma              | Me              | Gi              | Ve              | Sa              | Do              | Lu              | Ma              | Me              | Gi              | Ve              | Sa              | Do              | Lu              | Ma              | Me              | Gi              | Ve              | Sa              | Do              | Lu              | Ma              | Me              | Gi              | Ve              | Sa              |                 |
| Aprile          | Do              | Lu              | Ma              | Me              | Gi              | Ve              | Sa              | Do              | Lu              | Ma              | Me              | Gi              | Ve              | Sa              | Do              | Lu              | Ma              | Me              | Gi              | Ve              | Sa              | Do              | Lu              | Ma              | Me              | Gi              | Ve              | Sa              | Do              | Lu              |                 |                 |
| Maggio          | Ma              | Me              | Gi              | Ve              | Sa              | Do              | Lu              | Ma              | Me              | Gi              | Ve              | Sa              | Do              | Lu              | Ma              | Me              | Gi              | Ve              | Sa              | Do              | Lu              | Ma              | Me              | Gi              | Ve              | Sa              | Do              | Lu              | Ma              | Me              | Gi              |                 |
| Giugno          | Ve              | Sa              | Do              | Lu              | Ma              | Me              | Gi              | Ve              | Sa              | Do              | Lu              | Ma              | Me              | Gi              | Ve              | Sa              | Do              | Lu              | Ma              | Me              | Gi              | Ve              | Sa              | Do              | Lu              | Ma              | Me              | Gi              | Ve              | Sa              |                 |                 |
| Luglio          | Do              | Lu              | Ma              | Me              | Gi              | Ve              | Sa              | Do              | Lu              | Ma              | Me              | Gi              | Ve              | Sa              | Do              | Lu              | Ma              | Me              | Gi              | Ve              | Sa              | Do              | Lu              | Ma              | Me              | Gi              | Ve              | Sa              | Do              | Lu              | Ma              |                 |
| Agosto          | Me              | Gi              | Ve              | Sa              | Do              | Lu              | Ma              | Me              | Gi              | Ve              | Sa              | Do              | Lu              | Ma              | Me              | Gi              | Ve              | Sa              | Do              | Lu              | Ma              | Me              | Gi              | Ve              | Sa              | Do              | Lu              | Ma              | Me              | Gi              | Ve              |                 |
| Settembre       | Sa              | Do              | Lu              | Ma              | Me              | Gi              | Ve              | Sa              | Do              | Lu              | Ma              | Me              | Gi              | Ve              | Sa              | Do              | Lu              | Ma              | Me              | Gi              | Ve              | Sa              | Do              | Lu              | Ma              | Me              | Gi              | Ve              | Sa              | Do              |                 |                 |
| Ottobre         | Lu              | Ma              | Me              | Gi              | Ve              | Sa              | Do              | Lu              | Ma              | Me              | Gi              | Ve              | Sa              | Do              | Lu              | Ma              | Me              | Gi              | Ve              | Sa              | Do              | Lu              | Ma              | Me              | Gi              | Ve              | Sa              | Do              | Lu              | Ma              | Me              |                 |
| Novembre        | Gi              | Ve              | Sa              | Do              | Lu              | Ma              | Me              | Gi              | Ve              | Sa              | Do              | Lu              | Ma              | Me              | Gi              | Ve              | Sa              | Do              | Lu              | Ma              | Me              | Gi              | Ve              | Sa              | Do              | Lu              | Ma              | Me              | Gi              | Ve              |                 |                 |
| Dicembre        | Sa              | Do              | Lu              | Ma              | Me              | Gi              | Ve              | Sa              | Do              | Lu              | Ma              | Me              | Gi              | Ve              | Sa              | Do              | Lu              | Ma              | Me              | Gi              | Ve              | Sa              | Do              | Lu              | Ma              | Me              | Gi              | Ve              | Sa              | Do              | Lu              |                 |

## Premi Nobel
In quest'anno sono stati conferiti i seguenti Premi Nobel:
- per la Letteratura: Sigrid Undset
- per la Medicina: Charles Jules Henri Nicolle
- per la Fisica: Owen Willans Richardson
- per la Chimica: Adolf Otto Reinhold Windaus